# Too Much (chanson)
Pour les articles homonymes, voir Too Much.
Singles par Marshmello
OK Not to Be OK
(2020) You (en)
(2021)
Singles par Imanbek
Hey Baby
(2020) Kill Me Better
(2020)
Singles par Usher
Bad Habits (en)
(2020)
Clip vidéo
[vidéo] « Too Much », sur YouTube
Too Much est une chanson du disc jockey américain Marshmello et du disc jockey kazakh Imanbek, avec la participation du chanteur américain Usher. Elle est sortie en single le 23 octobre 2020 sous les labels Joytime et RCA Records,,.

## Crédits
Crédits provenant de Tidal .
- Marshmello – interprète associé, paroles, composition, production
- Imanbek Zeikenov – interprète associé, paroles, composition, production
- Usher – interprète associé
- Nate Cyphert – paroles, composition
- Parrish Warrington – paroles, composition
- Diederik Van Elsas – paroles, composition
- Khamari Barnes – paroles, composition
- Ben "Bengineer" Chang – ingénieur d'enregistrement, production vocale
- Michelle Mancini – ingénieur de mastérisation
- Manny Marroquin – ingénieur de mixage audio
- Jeremie Inhaber – ingénieur assistant
- Scott Desmarais – ingénieur assistant

## Liste des pistes
| 1. | Too Much | 2:45 |

## Classements hebdomadaires
| Classement (2020–21)                        | Meilleure position |
| ------------------------------------------- | ------------------ |
| Allemagne (GfK Deutsche Airplay)            | 70                 |
| Australie (National Airplay)                | 17                 |
| Belgique (Flandre Ultratip 100)             | Tip                |
| Belgique (Flandre Ultratop 50 Dance)        | 25                 |
| Belgique (Wallonie Ultratip 50)             | 3                  |
| Belgique (Wallonie Ultratop 50 Airplay)     | 43                 |
| Belgique (Wallonie Ultratop 50 Dance)       | 20                 |
| Canada (CHR/Top 40)                         | 41                 |
| CEI (Tophit)                                | 7                  |
| États-Unis (Hot Dance/Electronic Songs)     | 8                  |
| États-Unis (Dance/Electronic Digital Songs) | 4                  |
| Nouvelle-Zélande (RMNZ Hot Singles)         | 12                 |
| Pays-Bas (Nederlandse Tipparade)            | 15                 |
| Royaume-Uni (UK Dance Chart)                | 37                 |
| Russie (Tophit Radio Top 100)               | 4                  |
| Ukraine (Tophit Radio Top 100)              | 55                 |

## Historique de sortie
| Région | Date            | Format                       | Label(s)        | Ref.  |
| ------ | --------------- | ---------------------------- | --------------- | ----- |
| Divers | 23 octobre 2020 | - Téléchargement - streaming | - Joytime - RCA | [ 3 ] |